# Marino Gentile
Marino Gentile (* 9. Mai 1906 in Triest; † 31. Mai 1991 in Padua) war ein italienischer Philosoph und Pädagoge.

## Werdegang
Nach dem Besuch des Liceo Dante Alighieri in Triest studierte er Klassische Philologie an der Scuola Normale Superiore in Pisa bei Augusto Rostagni und Manara Valgimigli. Im Anschluss an die 1928 erworbene Laurea absolvierte er 1930 ein Diplom in Philosophie. In seiner Studienzeit war er aktives Mitglied der Federazione universitari cattolici italiani. Ebenfalls im Jahr 1930 erreichte er die Lehrbefugnis in Geschichte der antiken Philosophie und lehrte bis 1936 an der Università cattolica von Mailand. Von 1930 bis 1951 war er zudem Lehrer an höheren Schulen verschiedenere Städte (Mantua, Vigevano, Padua). 1939 arbeitete er mit dem damaligen faschistischen Kultusminister Giuseppe Bottai zusammen und übernahm während der Repubblica sociale italiana die Leitung des Zentrums für Didaktik in Padua, weshalb er 1945 einige Monate lang von der Lehre suspendiert war. 1948 war er Mitglied der nationalen Kommission zur Schulreform. 1951 wurde er zum Inhaber des Lehrstuhls für Geschichte der Philosophie an der Universität Triest ernannt, den er bis 1953 innehatte. In diesem Jahr wechselte er als Rektor an die neugegründete pädagogische Fakultät der Universität Padua. 1958 wechselte er auf den Lehrstuhl für theoretische Philosophie an der Fakultät für Philologie (Lettere) und Philosophie derselben Universität, bis er 1968 den Lehrstuhl für Geschichte der Philosophie und theoretische Philosophie übernahm. 1976 wurde er dort emeritiert.
Gentile war Mitglied der Accademia Nazionale dei Lincei, Präsident der Società filosofica italiana (1969–1971), Mitglied des Istituto Veneto di Scienze, Lettere ed Arti und der Accademia patavina di scienze, lettere e arti. Er gilt als Begründer der Paduaner Schule der neo-aristotelischen Metaphysik.

## Schriften (Auswahl)
- La dottrina platonica delle idee-numeri e Aristotele. Tip. Pacini-Mariotti, Pisa 1930.
- I fondamenti metafisici della morale di Seneca. Vita e pensiero, Mailand 1931.
- La metafisica presofistica. Mit einer Appendix über: Il valore classico della metafisica antica. CEDAM, Padua 1939.
- La politica di Platone. CEDAM, Padua 1939.
- Institutio. Sommario storico di filosofia dell’educazione. La Scaligera, Verona 1942.
- Umanesimo e tecnica. Arti grafiche Chiamenti, Verona 1942.
- Bacone. La Scuola, Brescia 1945.
- Didattica. Testo ad uso degli istituti magistrali e dei giovani maestri. Marzorati, Mailand 1947.
- Filosofia e umanesimo. La scuola, Brescia 1947.
- Il problema della filosofia moderna. La scuola, Brescia 1951.
- Come si pone il problema metafisico. Liviana, Padua 1955.
- I grandi moralisti. Edizioni Radio Italiana, Turin 1955.
- La riforma silenziosa della scuola. Il completamento dell’istruzione primaria ma inferiore. G. Malipiero, Bologna 1961.
- Se e come è possibile la storia della filosofia. Liviana, Padua 1963.
- Storia della filosofia (Band I: Periodo antico e medioevale; Band II: Dal Rinascimento fino a Kant; Band III: La filosofia contemporanea). RADAR, Padua 1971–1975.
- Saggi di una nuova storia della filosofia. CEDAM, Padua 1973.
- Breve trattato di filosofia. CEDAM, Padua 1974.